# Chikai
«Chikai» (en japonés:誓い (Voto), es el cuarto sencillo de la cantante japonesa de I've Sound, Eiko Shimamiya. Este sencillo fue publicado el 8 de abril del año 2009, un año después de su sencillo anterior. La canción titular fue usada como canción de apertura en Higurashi no naku koro ni chikai, la segunda entrega de la saga de películas de imagen real de la franquicia de Higurashi no naku koro ni. Este sencillo, vendió 3.582 copias y permaneció en la lista Oricon durante las siguientes cinco semanas después de su publicación.
Al contrario que en el sencillo anterior, este solamente sería publicado en una edición regular solo con CD.

## Canciones
1. Chikai (誓い)
Letra: Eiko Shimamiya
Composición: Tomoyuki Nakazawa
Arreglos: Tomoyuki Nakazawa y Takeshi Ozaki
2. OXISIOLS
Letra: Eiko Shimamiya
Composición y arreglos: SORMA
3. Chikai (Instrumental)
4. OXISIOLS (Instrumental)

- Datos: Q5097361